# کلمیزول
کلمیزول (انگلیسی: Clemizole) نوعی آنتاگونیست H1 است.